# Station Tonnay-Charente
Station Tonnay-Charente is een spoorweghalte in de Franse gemeente Tonnay-Charente. Het wordt bediend door de treinen van de TER Nouvelle-Aquitaine met bestemmingen La Rochelle-Porte Dauphine, Saintes en Angoulême.
In 1862 werd het station gebouwd door de Compagnie des Charentes. In 1900 werden in het station 45.598 reizigers geteld maar als goederenstation was Tonnay-Charente nog belangrijker. Goederen werden er overgeladen van en naar de rivierhaven op de Charente. Er was ook een aftakking naar de fabriek van de Compagnie Royale Asturienne des Mines (CRAM).
Het eenvoudige stationsgebouw met een loketzaal, twee wachtzalen en een verdieping werd afgebroken in 2007.